# クリント・イーストウッド (歌手)
クリント・イーストウッド（英: Clint Eastwood）は、ジャマイカのDJで歌手、レゲエ・ミュージシャン。トリニティの弟であり、主に1970年代後半から1980年代前半にかけて作品を残した。1978年にチャンネル・ワンから『Death In The Arena』などの代表作を発表した後イギリスに渡り、新人DJジェネラル・セイントと組んで、比較的ポップなDJコンビとして活躍した。1983年に発表したアルバム『ストップ・ザット・トレイン』の表題曲は、日本のクラブでも定番曲となった。

## ディスコグラフィ

### アルバム
- African Youth (1978年、Third World/Gorgon)
- Death In The Arena (1978年、Cha Cha/チャンネル・ワン)
- Step It In a Zion (1978年、Live & Love)
- Jah Lights Shining (1979年、Jamaica Sound)
- Love & Happiness (1979年、Burning Vibrations)
- Clint Eastwood (Jamaica Sun) (1980年、Amo)
- Sex Education (1980年、Greensleeves)
- Live at London (1981年、Vista) ※Dillinger & Clint Eastwood名義
- Two Bad D.J. (1981年、Greensleeves) ※クリント・イーストウッド&ジェネラル・セイント名義
- 『ストップ・ザット・トレイン』 - Stop That Train (1983年、Greensleeves) ※クリント・イーストウッド&ジェネラル・セイント名義
- BBC Radio 1 In Concert (199?年、Windsong) ※クリント・イーストウッド&ジェネラル・セイント名義
- The Best of Clint Eastwood (1984年、Culture Press)
- The Real Clint Eastwood (199?年、Culture Press/Lagoon)